# 黄衣の王
『黄衣の王』（こういのおう、おういのおう、The King in Yellow）は、ロバート・W・チェンバースが著し、1895年に出版された短編集である。ゴシック小説あるいは初期のホラー小説に属する。また同書に登場する架空の戯曲、および怪物も同じ名前で呼ばれる。
『黄衣の王』を読んだハワード・フィリップス・ラヴクラフトは、同書に登場する「黄の印」に『闇に囁くもの』で言及し、このことが契機となって黄衣の王がクトゥルフ神話大系の一部と見なされるようになった。
2010年7月、大瀧啓裕訳が創元推理文庫で出版された。ただし、原書の短編集からは「黄衣の王」にまつわる最初の4篇のみを採り、別の長編『魂を屠る者』を併せ収録している。
2021年5月、BOOKS桜鈴堂編訳による『黄衣の王』が刊行された（電子書籍およびペーパーバック）。

## 構成
チェンバースの『黄衣の王』は以下の10篇の短編から成る。
- 「名誉修理者」 The Repairer of Reputations
- 「仮面」 The Mask
- 「竜の路地にて」 In the Court of the Dragon
- 「黄の印」 The Yellow Sign
- 「イスの令嬢」 The Demoiselle d'Ys
- 「予言者の楽園」 The Prophets' Paradise
- 「四風の街」 The Street of Four Winds
- 「初弾の街」 The Street of the First Shell
- 「草原の聖母の街」 Street of Our Lady of the Fields
- 「行き止まり」 Rue Barrée

最初の4篇は次の三つの事物により結び付けられている。
- 「黄衣の王」と題された戯曲の書
- 謎の、邪悪な超自然的存在である「黄衣の王」
- 不気味な「黄の印」

続く3篇は怪談風の作品で、主に芸術家やその子孫を中心に描かれている。残りの3篇は怪談ものではなく、チェンバースの後の作風である恋愛小説風の作品が多い。
同書の中でチェンバースは、アンブローズ・ビアスの著作から「カルコサ」「ハリ」「ハスター」といった固有名詞を借用している。

## クトゥルフ神話
1927年にチェンバースの『黄衣の王』を読んだラヴクラフトは、『黄衣の王』への言及を『ネクロノミコンの歴史』（1927・未発表）に盛り込んだ。続いて「黄衣の王」に関連する固有名詞（黄の印、ハリ湖、ハスターなど）を、『闇に囁くもの』(1930) の中で自身の創造物と共に登場させた。超自然的な現象や存在、場所などをただ曖昧に示唆することにより、恐ろしいことを読者に想像させるというチェンバースの手法も踏襲している。こうしてラヴクラフトの著作に取り込まれた「黄衣の王」や他の事物は、やがてクトゥルフ神話の一部と見なされるようになった。
なお黄衣の王をネクロノミコンのアイデア元とする俗説があるが、時系列が合わずありえない。正しくは、ネクロノミコンを作った後に、チェンバーズの『黄衣の王』を読んで、ネクロノミコンの設定を固めたとなる。
黄衣の王とカルコサでワンジャンルをなし、また一方でハスターも「ハスター神話」と呼べるほどのワンジャンルをなしており、さらにこれら2つは重複もしている。

### 書物
『黄衣の王』は美しくも恐ろしい言葉で埋め尽くされた2幕構成の演劇台本であるとされ、ヒアデス星団のカルコサの地を舞台にした、黄衣を着る王の存在が書かれている。
19世紀末に各国で刊行されたが、この本を読んで精神に異常を来たし狂気的行動を起こす者が相次いだ。そのため本は総じて発禁となり、舞台上演も禁じられている。
この書物自体が、ハスター神話にまつわるアイテムである。読むと発狂する本ということで、クトゥルフ神話における禁書イメージの代表例となっている。
ジェイムズ・ブリッシュの"More Light"の作中にて、この書物の内容が引用されている。

### 怪物
「黄衣の王」は怪物でもある。『黄衣の王』を読んだ者は、やがて黄衣の王の姿を目にするようになり、狂気に囚われる。
黄衣の王は1980年代以降になってから『クトゥルフ神話TRPG』によって邪神ハスターの化身のひとつとみなされるようになった。黄衣の王とハスターはもともと別個の怪物であり、両者が結びつけられたのは比較的新しい。
ジェイムズ・ブリッシュの"More Light"によると、黄衣の王は常人の倍ほどの背丈があり、異様な色彩の衣をまとっている。クトゥルフ神話TRPGでは衣装の色は黄色とされており、また「蒼白の仮面」で素顔を隠していることになっている。黄衣は衣装ではなく身体の一部である、ともいわれる。古風な金の象眼細工が施された黒い縞瑪瑙のメダル「黄の印」を持つ者の下に現れ、その魂を食らう。「黄の印」を所持する者は自分の意思でそれを捨てることができない。またクトゥルフ神話TRPGでは「黄の印（黄色の印）」が、歪んだ三つ巴のような図案でデザインされている。
またJ・トッド・キングリアは『ファン・グラーフの絵』で、ある絵を通して黄衣の王が現れた事件を描いている。ファン・グラーフの「王国」という絵を見た者は、絵に描かれた人々の強烈な悲痛に押し潰され、最終的に絵の中心に描かれた「黄衣の王」を目にして自殺する。
上述の本、メダル、絵などは、黄衣の王という怪物を呼び寄せるものなのだろう。
黄衣の王の別名に、<時知らぬもの>イーティルがある。だがこの固有名詞イーティルは地名として用いられることもある。イーティルについて、『エンサイクロペディア・クトゥルフ』では両方を解説している。

### 登場作品
- ハワード・フィリップス・ラヴクラフト：ネクロノミコンの歴史
- ジェイムズ・ブリッシュ："More Light"（未訳）
- クトゥルフ神話TRPGシナリオ"The Great Old Ones"（未訳）
- カール・エドワード・ワグナー：また語りあうために
- J・トッド・キングリア（英語版）：ファン・グラーフの絵
- 殊能将之：黒い仏